# Lecanorchis amethystea
Lecanorchis amethystea là một loài thực vật có hoa trong họ Lan. Loài này được Y.Sawa, Fukunaga & S.Sawa mô tả khoa học đầu tiên năm 2006.